# Kettős kockázat (Csillagkapu)

## Ismertető
| Figyelem: Itt a Csillagkapu 4. évadjának cselekményét vagy a végkifejletet is olvashatod. |

A CSK-1 megérkezik egy eddig még nem feltárt bolygóra, a Juna-ra. Óvatosan haladnak, amikor is Teal’c friss nyomokat vesz észre. O’Neill éppen mondani akar valamit, amikor lelövik egy Zat-tel. A többiek fedezékbe vonulnak, de körbeveszik őket, és megadják magukat. Az egyik falusi elmondja, hogy felismeri a földieket, ők a CSK-1. Már jártak itt régebben, és akkor fellázították a bolygó lakóit Hórusz ellen, majd eltemettették a csillagkaput. Azonban Kronosz egy hajóval megtámadta a bolygót, és a lázadást leverve, uralma alá hajtotta a helyieket. A Jaffa vezető utasítja a falusiakat, hogy vigyék el a CSK-1-et, de O’Neill a beszélgetés alatt sikeresen elmenekült.
Danieléket Sindar, a helytartó elé viszik, aki felismeri Teal’c-et, és shol’va-nak, árulónak nevezi.
Darian, a helyiek vezetője hazatér, és észreveszi, hogy felesége furcsán viselkedik. Közben megjelenik Jack, aki eddig a sötétben rejtőzködött, és fegyverével sakkban tartotta az asszonyt. Darian elmondja, hogy a CSK-1 előző látogatása után a falusiak leverték Hórusz Jaffa-it, majd Kronosz megérkezése után ezért sokat szenvedtek. Most már nem bízik Jack-ben, és bízik abban, hogy a csapat tagjai elnyerik méltó büntetésüket. O’Neill megkéri őket, hogy csukják be a szemüket, majd mire kinyitják, az ezredes már eltűnt.
Kronosz összegyűjti a Juna harcosait, és bevezetteti a CSK-1 tagjait. A harcosok, falusiak között ott van beöltözve Jack is. Kronosz elmondja, hogy figyelmeztetése ellenére a CSK-1 ide merészkedett, ezért halállal lakolnak. Teal’c-nek, mint árulónak komolyabb büntetést ígér, mint apjának, őt ugyanis ez a Goa’uld ölte meg.
Kronosz egy fegyvert adat Darian-nek, hogy ölje meg Daniel-t. Tétovázása láttán Jaffa-i körbeveszik a junai harcosokat, így nyomatékosítva a parancsot. Jackson észreveszi Jack-et, de fejével int, hogy ne csináljon butaságot. Darian fejbe lövi Daniel-t, akinek leesik a feje, és láthatóvá válik a belül lévő fém, és egyéb alkatrészek hálózata. Ezen mindenki, még Kronosz is meglepődik.
Eközben a Földön bejövő féregjárat nyílik. Azonosító helyett, egy szót kapnak: „Comtrya”. Erről rájönnek, hogy az érkező Harlan, a PX3-989-ről, s bár Jack könyörög, hogy ne tegyék, kinyitják az Íriszt.
Harlan elmondja, hogy vészhelyzet van. A lemásolt CSK-1 tagok nem bírtak nem CSK-1-ként viselkedni, így küldetésekre indultak a Csillagkapun át. (A Juna-n is ők vannak, ahol Kronosz a hajójára viteti őket.) Azonban eddig mindig hazatértek, csak most nem, így Harlan segítséget kér. A robot CSK-1 energiacellái egy feltöltéssel 48 óráig bírják, és most már 40 órája távol vannak.
Harlan a feleségének meséli a kivégzésen történeteket. Elmondja, hogy még sohasem látott ilyet, és hogy Daniel Jackson nem volt ember. Szerinte Kronosz is meglepődött az ott történteken, és felesége fel is teszi az őt is foglalkoztató kérdést: hogy lehet, hogy egy isten meglepődik valamin?
A CSK bázison tanácskozást tart a csapat, és Hammond elmondja, hogy nem szívesen kockáztatja emberei életét robotokért. Azonban megfontolásra érdemesnek tartja, hogy esetleg az ál-CSK csapat elfecsegheti azokat a dolgokat, amit erről a bázisról tudnak. Jack tiltakozik a küldetés ellen, így Harlan elindul, hogy egyedül mentse meg teremtményeit. A CSK csapat ezt nem engedi, így tárcsázzák a bolygót, amiről tudják, hogy egyszer már eltemették a kaput. Teal’c szerint egy másik Goa’uld jöhetett hajón, és az vehette át a hatalmat. A tárcsázás sikeresen lezajlott, és a szonda által küldött képeken látszik, hogy odaát O’Neill éppen ártalmatlanítja az őröket. A CSK-n lévő valódi, és a Juna-n lévő ál-O’Neill egy picit veszekszik egymással, majd megjelenik Harlan, aki elmondja a robotnak, hogy most már hisz neki, és kész mellé állni. A CSK-1 Harlan csapatának megsegítésére indul.
A bolygóra érve a két Jack hosszabb szócsata után egymásnak esik, mígnem Sam szétszedi őket. Ez alatt a hajón egy Goa’uld nő kínozza a két megmaradt ál-CSK tagot, hogy megtudja, mire való a testükben lévő erőforrás-egység.
A CSK csapat a támadás tervét beszéli meg, mikor kiderül, hogy a robot Jack képes a testében lévő rádióval kommunikálni csapata még élő tagjaival. Elküldi az üzenetet, hogy a hajón lévő Teal’c-nek és Sam-nek kell aktiválnia a hajóra vezető transzport gyűrűket.
A bolygón megadásra jelentkezik az ál-Jack, és Harlan, illetve a CSK-1 segítségével megölik a helytartót és Jaffa őrségét. A robot O’Neill megsérül a tűzharcban. A hajón Sam elárulja az őt vallató Goa’uld-nak, hogy hogyan kell bekapcsolni az ál-Daniel testében lévő erőforrást.
Az ál-Teal’c beszélni akar Kronosszal, azonban mikor ezt megteheti, akkor leszereli őrségét, és meg akarja fojtani a Goa’uld-ot. Már majdnem sikerül, amikor egy berontó Jaffa miatt félbe kell szakítania a műveletet. A Sam-et vallató Goa’uld felrobban az energiaegység önmegsemmisítő robbanásában, így Sam képes aktiválni a transzportgyűrűket, az igazi Jack, Teal’c és Sam a hajóra kerül.
Kronosz ki akarja végezni Teal’c-et azzal, hogy kitépi a hasában lévő szimbiótát, épp úgy, mint annak idején apjával tette. Az ál-Teal’c utolsó erejével megöli a Goa’ul-ot, majd összeesik. Eközben a két Samantha megpróbálja lezárni az irányítóba vezető utakat, de a vezérlőegységet erőtér védi. A robot Sam vállalja, így minden egyes vezérlőkristály kirántásakor meg kell küzdenie az erőtér okozta fájdalommal. A művelet sikerül, de az ál-Sam nem éli túl.
A bolygón a robot Jack is haldoklik, és O’Neill még mása halála előtt elmondja, hogy már nem is tűnnek annyira természetellenesnek. Darian-t elküldik népéhez, hogy vigye meg Kronosz halálhírét.

## Érdekességek
- Az epizód végén a CSK-1 megszerzi Kronosz egyik hajóját, amit majd a következő részben használnak fel.
- A robot CSK-1 csapat eredetileg a Bádogember részben jelent meg.
- Ez a rész Michael Shanks egyetlen rendezése, ő alakítja Daniel-t a sorozatban.
- Amikor Harlan megadja Sam-nak a Juna koordinátáit, a bázis monitorán a P2X 729 azonosító szerepel, ezen kívül az összes hivatkozás a P3X 729-et jelöli a bolygó koordinátáiként.
- Az epizód elején a robot CSK-1 MP-5-ös fegyvereket használ, miközben a valódi CSK-1 már átállt a P90-es fegyverekre.